# Bertram Millhauser
Bertram Millhauser (* 25. März 1892 in New York City, Vereinigte Staaten; † 1. Dezember 1958 in Hollywood, Kalifornien, Vereinigte Staaten) war ein US-amerikanischer Drehbuchautor.

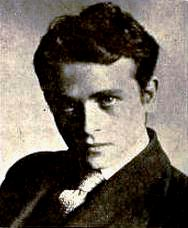
Bertram Millhauser (1919)

## Leben und Wirken
Bertram Millhauser hatte sich schon frühzeitig mit der Schriftstellerei beschäftigt und stieß bereits als 19-Jähriger als Drehbuchautor zum Film. Er betreute zunächst Kurzfilme, bald aber spezialisierte er sich auf Action- und Mystery-Stoffe, mehrfach auf entsprechende Serial-Produktionen wie The Fatal Ring, Das Haus des Schreckens, The Black Secret und Plunder mit Genre-Star Pearl White in der Hauptrolle. Ab 1924 kamen gehaltvollere Aufgaben hinzu, und Millhauser belieferte mit seinen Manuskripten Inszenierungen angesehener A-Regisseure wie Victor Fleming, Cecil B. DeMille und Nils Chrisander. Dennoch blieb Millhauser zumeist ein B-Film-Drehbuchautor, der 1932 erstmals mit einem Sherlock Holmes-Stoff betraut wurde.
Vor allem während der späten Weltkriegsjahre 1943 bis 1945 spezialisierte sich Millhauser auf Holmes-Krimis, in denen Basil Rathbone stets den Londoner Meisterdetektiv verkörperte. Zur selben Zeit verfasste er auch die Bücher zu anderen Detektivgeschichten (Nick Carter, Master Detective), Gangsterstreifen (Der große Gangster mit Humphrey Bogart) und antideutschen Propagandafilmen (The Purple V). Das Gros dieser Filme entstand in Zusammenarbeit mit anderen Autoren. Nach der Arbeit an Tokio-Joe, erneut mit Bogart in der Hauptrolle, wandte sich Millhauser dem Fernsehen zu und verfasste die Manuskripte zu einigen Reihen und Serien wie Big Town, Lux Video Theatre und The Adventures of Jim Bowie. Millhauser starb Ende 1958 an Herzversagen; kurz zuvor hatte er noch einmal für den Kinofilm, erneut einen Gangsterfilm, gearbeitet, der jedoch erst 1960 in den Sälen anlief.

## Filmografie
- 1911: Helping Him Out
- 1911: The Lost Necklace
- 1912: The Quarrel
- 1912: Locked Out
- 1914: The Bomb Boy
- 1916: The Challenge
- 1917: The Fatal Ring
- 1918: Das Haus des Schreckens (The House of Hate)
- 1919: The Black Secret
- 1920: The Fatal Sign
- 1920: Velvet Fingers
- 1921: The Yellow Arm
- 1922: The Timber Queen
- 1922: Speed
- 1923: Plunder
- 1923: Frauen in Flammen (Lucretia Lombard)
- 1924: Bis zum letzten Mann (Code of the Sea)
- 1924: Deserteure des Lebens (Feet of Clay)
- 1925: Heiraten ist kein Kinderspiel (Forty Winks)
- 1926: Silence
- 1927: Der Gefangene des Scheik (Fighting Love)
- 1928: Die Leoparden-Lady (The Leopard Lady)
- 1929: Girls Gone Wild
- 1930: Conspiracy
- 1931: Three Who Loved
- 1932: Sherlock Holmes
- 1933: The Life of Jimmy Dolan
- 1933: Storm at Daybreak
- 1934: Ein feiner Herr (Jimmy the Gent)
- 1935: College Scandal
- 1936: The Garden Murder Case
- 1936: The Magnificent Brute
- 1937: Under Cover of Night
- 1937: Die Insel der verlorenen Schiffe (Ebb Tide)
- 1938: Über die Grenze entkommen (The Texans)
- 1938: Zum Verbrecher verurteilt (They Made Me a Criminal)
- 1939: Nick Carter, Master Detective
- 1939: 6000 Enemies
- 1940: Ein Bombenerfolg (An Angel from Texas)
- 1940: River’s End
- 1942: Der große Gangster (The Big Shot)
- 1942: Pierre of the Plains
- 1943: The Purple V
- 1943: Verhängnisvolle Reise (Sherlock Holmes in Washington)
- 1943: Gespenster im Schloß (Sherlock Holmes Faces Death) (Das tödliche Ritual)
- 1943: Das Spinnennest (The Spider Woman)
- 1944: Der Unsichtbare nimmt Rache (The Invisible Man's Revenge)
- 1944: Die Perle der Borgia (The Pearl of Death)
- 1944: Unter Verdacht (The Suspect )
- 1945: Die Frau in Grün (The Woman in Green)
- 1946: White Tie and Tails
- 1947: Das Netz (The Web)
- 1948: Achtung! Atomspione! (Walk a Crooked Mile)
- 1949: Tokio-Joe (Tokyo Joe)
- 1959: Zahl oder stirb (Pay or Die)